# Мокроносов, Герман Викторович
Герман Викторович Мокроносов (1922—2015) — советский и российский учёный и педагог в области философии, доктор философских наук (1973), профессор (1974), почётный профессор УГТУ (2002). Заслуженный деятель науки и техники РСФСР (1990).
Автор более 250 научных работ, в том числе 5 монографий, под его руководством было защищено 16 докторов и 65 кандидатов наук.

## Биография
Родился 9 ноября 1922 года в городе Нижний Тагил Нижне-Тагильского уезда Екатеринбургской губернии.
С 1940 года призван в ряды Рабоче-Крестьянской Красной армии. С 1940 по 1941 годы проходил обучение в военном артиллерийское училище. С 1941 по 1942 годы в период Великой Отечественной войны в качестве командира взвода был направлен на Дальний Восток. С 1945 года участник Советско-японской войны на 1-м Дальневосточном фронте.
С 1943 по 1948 с перерывами обучался на историко-филологическом факультете Уральского государственного института. С 1949 по 1952 годы проходил обучение в аспирантуре на кафедре философии.
С 1952 года начал свою научную и педагогическую деятельность на историко-филологическом факультете Уральского политехнического института: с 1952 по 1957 годы — доцент, с 1957 по 1995 годы в течение тридцати восьми лет, Г. В. Мокроносов был — заведующим кафедрой философии, одновременно с 1976 по 1986 годы, в течение десяти лет, Г. В. Мокроносов являлся — деканом факультета общественных наук Уральского государственного технического университета. С 1978 по 1980 годы в качестве профессора-консультанта преподавал в Карловом университете города Праги.
В 1953 году защитил диссертацию на соискание учёной степени — кандидат философских наук, в 1973 году защитил диссертацию на соискание учёной степени — доктор философских наук. В 1974 году Г. В. Мокроносов было присвоено учёное звание — профессора, в 2002 году присвоено почётное звание — почётный профессор УГТУ. С 1986 года избран член-корреспондентом Академии наук СССР.
Г. В. Мокроносов был участником многочисленных международных научно-технических конгрессов и конференций, являлся членом Учёного совета по гуманитарному образованию УрФУ, его основная учебно-научная деятельность была связана с индивидуальной жизнедеятельности человека и разработкой теории единства общественных отношений. Г. В. Мокроносов был автором более двухсот пятидесяти научных работ, в том числе пять монографий, под его руководством было защищено шестнадцать докторов и шестьдесят пять кандидатов наук.
В 1990 году Указом Президиума Верховного Совета РСФСР «за заслуги в научной деятельности» Герман Викторович Мокроносов был удостоен почётного звания — Заслуженный деятель науки и техники РСФСР.
Скончался 4 января 2015 года в Екатеринбурге. Похоронен на Сибирском кладбище.

## Награды
- Орден «Почета» (2001 — «За достигнутые трудовые успехи, укрепление дружбы и сотрудничества между народами и многолетнюю добросовестную работу»[4])
- Орден Отечественной войны II степени (06.04.1985[5])
- Медаль «Ветеран труда»
- Медаль «За строительство Байкало-Амурской магистрали» (1985)[6]

### Звания
- Заслуженный деятель науки и техники РСФСР (1990[3])